# Jiexiu
Jiexiu léase Chié-Siú (en chino:介休市, pinyin:Jièxiū shì) es un municipio bajo la administración directa de la ciudad-prefectura de Jinzhong. Se ubica al centro-este de la provincia de Shanxi, en el este de la República Popular China . Su área es de 725,4 km² y su población total es de 432 095 habitantes según el censo de 2020.

## Administración
El distrito de Jiexiu  se divide en 15 pueblos que se administran en 5 subdistritos, 7 poblados y 3 villas.